# 脱氧糖

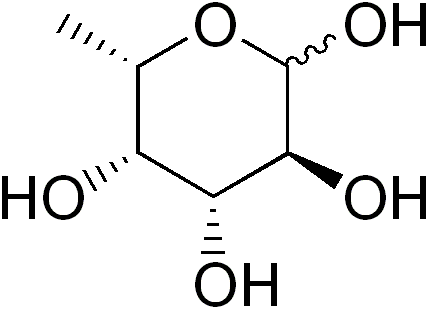
岩藻糖

鼠李糖

脱氧糖（英語：Deoxy sugars）是指糖分子中有一个羟基被氢原子所替代的醣類。
例子包括：
- 去氧核糖（基于核糖）
- 岩藻糖（基于半乳糖）
- 墨角藻糖（基于塔格糖）
- 鼠李糖（基于甘露糖）
- 奎諾糖（基于葡萄糖）

## 双脱氧糖
双脱氧糖（英語：Dideoxy sugars）是指糖分子中有两个羟基被氢原子所替代的醣類。
例子包括：
- 2,3-双脱氧核糖（基于核糖和脱氧核糖）
- 可立糖（基于半乳糖和岩藻糖）
- 阿比可糖（基于半乳糖和岩藻糖）
- 泊雷糖（Paratose，基于葡萄糖）
- 泰威糖（Tyvelose，基于甘露糖）
- 蛔糖（Ascarylose，基于甘露糖）